# Taifa de Talavera de la Reina
La Taifa de Talavera de la Reina fue una de las distintas taifas de al-Ándalus que surgieron en diversos momentos de la historia andalusí; en el caso de la de Talavera de la Reina apareció efímeramente en el primer periodo de taifas, tras la desintegración del emirato de Córdoba, pasando posteriormente a ser territorio castellano Corona de Castilla tras la Reconquista en el año 1083 y su conquista por Alfonso VI.

## Antecedentes
Durante el periodo califal, Talavera de la Reina (Medina Al-Talabaira) experimentó un despegue económico y comercial debido a su situación geográfica en el centro de la península ibérica. Los árabes crearon una impresionante muralla que rodeaba la antigua villa romano-visigoda por orden de Abderramán III, quien también ordenó construir un castillo alcázar y varias obras civiles como molinos que surtían a la ciudad de agua proveniente del río Tajo y azudes que regulaban las crecidas. El potencial económico y comercial de la medina hicieron de Talavera un lugar apetecible por los distintos clanes musulmanes.
La cercanía a Toledo, venía convirtiendo a ambas ciudades en competidoras económicas y en influencia en el valle del Tajo. Por otro lado, Toledo se había enfrentado a Córdoba en varias ocasiones con el fin de independizarse pero el poderío cordobés sometió a la ciudad en varias guerras. Esta rivalidad de Toledo con Córdoba situó a Talavera al lado de la capital del emirato cordobés, lo que la enfrentó con Toledo en diversas ocasiones durante el siglo X. Tanto Abderramán III, como Hisham II premiaron Talavera por su fidelidad.
La inestabilidad del emirato de Córdoba hizo que este se desintegrase en el año 1035 formándose pequeños reinos por toda la península que se denominaron taifas. La ciudad de Talavera pasó a formar parte de la Taifa de Toledo, si bien el descontento de la población de origen almorávide, así como de mozárabes y judíos se mantuvo hasta que aprovechando los ataques leoneses y castellanos sobre el valle del Tajo, los nobles talaveranos llegaron a firmar acuerdos de vasallaje con nobles cristianos de Ávila. La comunicación con Toledo se veía a menudo cortada y la familia Hiaya (probablemente comerciantes de ganado) proclamaron la taifa independiente de Talavera.

## Taifa de Talavera de la Reina (sigloXI): los Hiaya

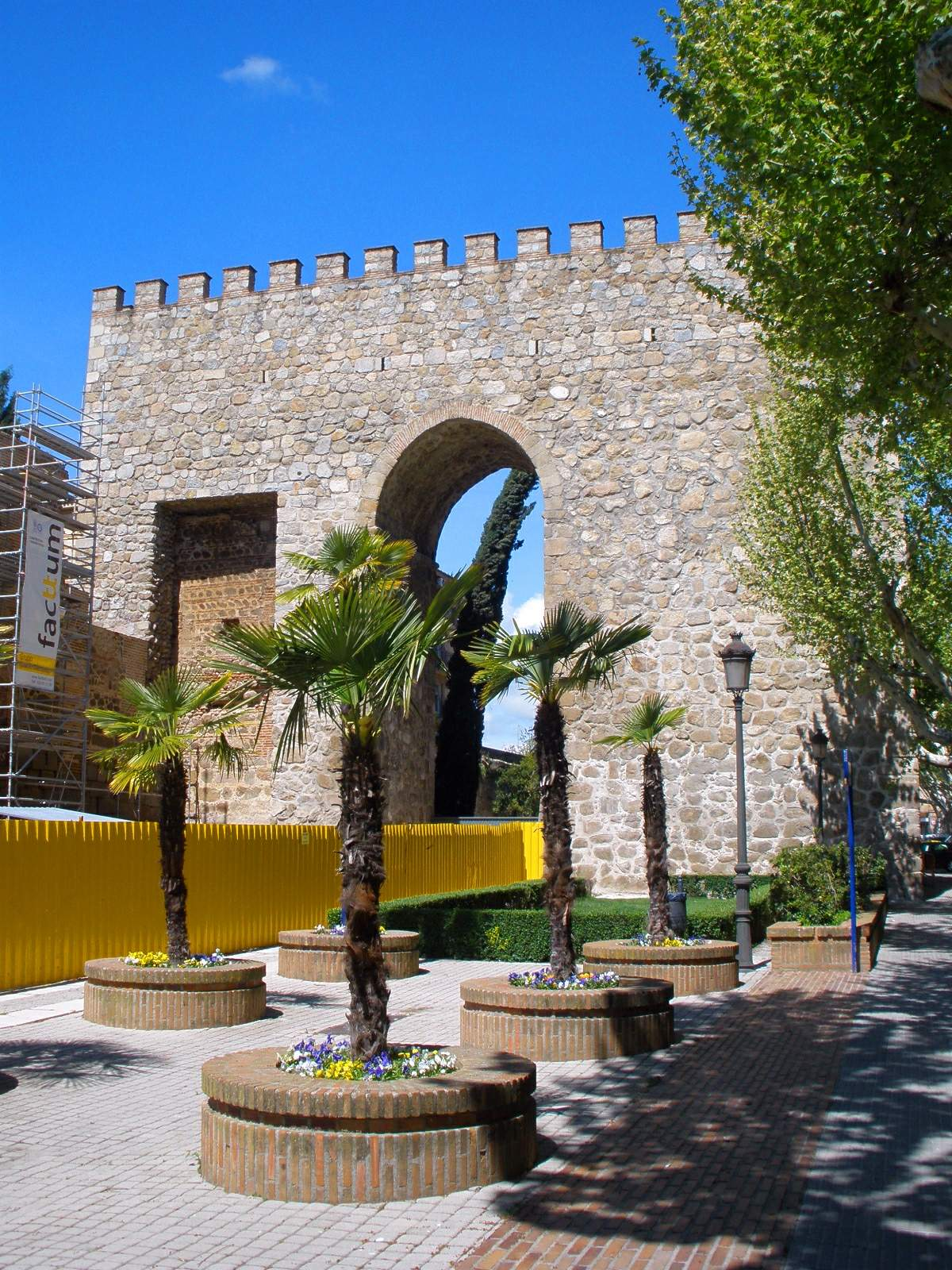
Muralla musulmana de Talavera de la Reina

La población de Talavera provenía mayoritariamente del norte de África y era de etnia bereber no árabe. Por lo tanto, no fue hasta bien entrado el siglo XI cuando Talavera de la Reina encabezó su primer reino taifa independiente. Bajo el mandato de Jazmín Hiaya (árabe: جازمين حيية). Talavera, ahora dependiente de la Taifa de Toledo, logró independizarse al romperse las comunicaciones con la capital por los continuos conflictos con cristianos, quienes venían buscando reconquistar la frontera del Tajo desde hacía algunas décadas. Los talaveranos ofrecieron vasallaje al rey de Castilla a cambio de tener un rey gobernador propio independiente de Toledo.
La familia Hiaya, que se dedicaba al trato de ganado, especialmente de caballos, tomó el poder debido a su poderío económico y caudillaje político. El padre del rey, Jazmín Hiaya, había prometido a su hijo, aún niño, con la sobrina del último rey de Toledo, Al Qadir. Los padres de esta princesa llamada Aixa Galiana, sabiendo del peligro que corría el reino, decidieron enviarla a Ávila bajo protección de la hija del rey Alfonso VI, doña Urraca y su marido Raimundo de Borgoña. Una vez muerto su padre, del que se desconoce el nombre, Jazmín Hiaya fue nombrado rey gobernador de Talavera, habiéndose olvidado ya su compromiso de niño y se dedicaba mayoritariamente a la trata de caballos con los cristianos.
En una visita a Ávila, el Rey se reencuentra con Aixa Galiana, quien había sido bautizada como Urraca, en honor a la hermana del rey de León y Castilla y se había casado con un noble llamado Nalvillos Blázquez. De ese encuentro surgió una relación amorosa y el rey de Talavera regresó a la ciudad con Aixa Galiana quien, volviendo a la religión musulmana, se casó con él en el Alcázar. Sabiendo esto su marido legítimo, reunió trescientos escuderos y se dirigió a Talavera, entrando por sorpresa, saqueando la ciudad y prendiendo al rey Jazmín Hiaya y a Aixa Galiana, quienes fueron ajusticiados.
Tras esa muerte, el trono talaverano queda libre y vuelve a la Taifa de Toledo, si bien el vasallaje con Castilla seguirá siendo fundamental hasta que pocos años después, en 1083, las tropas del rey Alfonso VI cruzan las murallas de Talavera y reconquistan la ciudad, que al parecer no opuso demasiada resistencia ya que mozárabes y bereberes se encontraban más cómodos bajo la influencia de Castilla que de la Taifa de Toledo.

## Extensión de la taifa de Talavera de la Reina

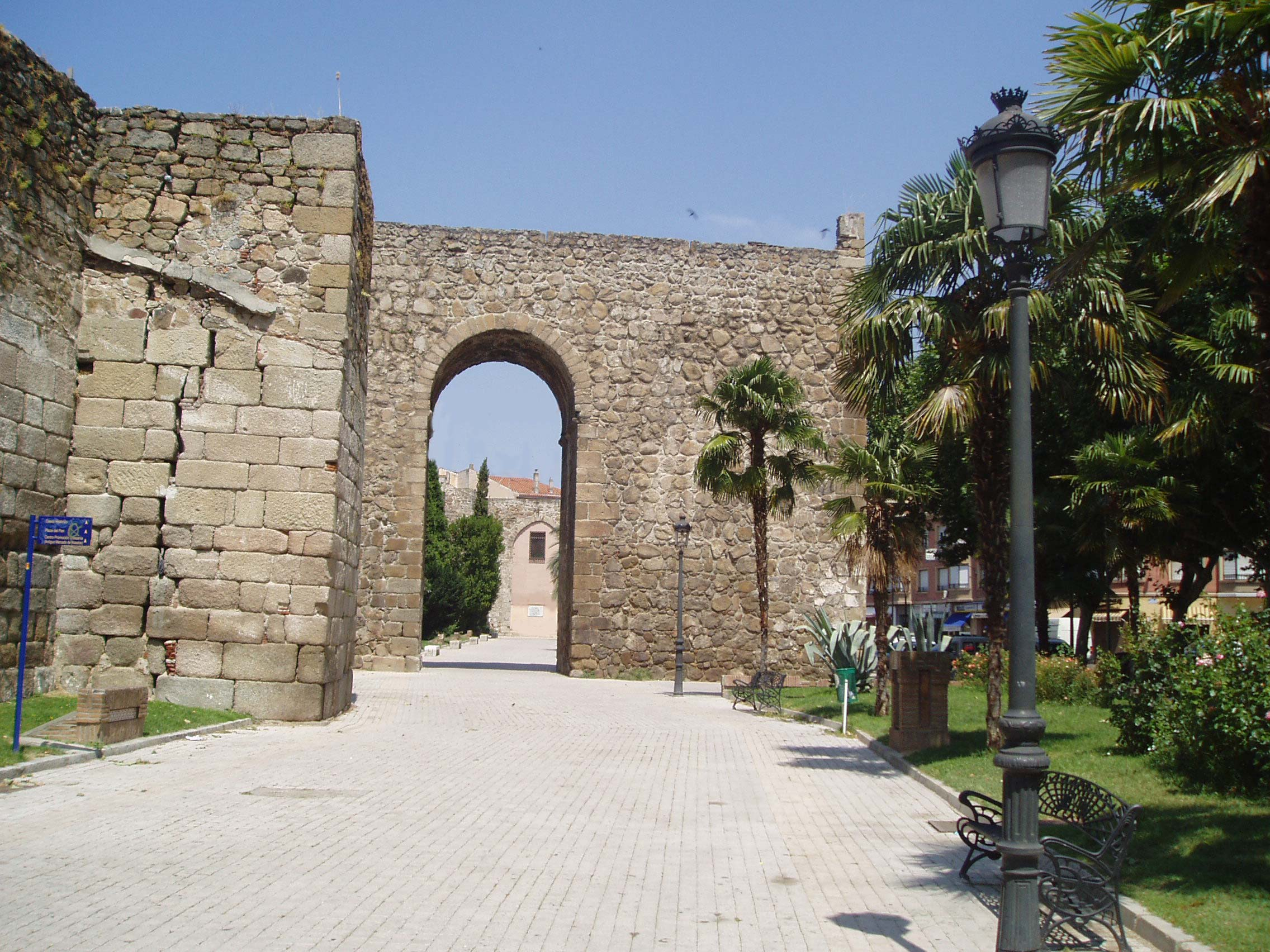
Murallas musulmanas en Talavera de la Reina

La taifa de Talavera de la Reina tuvo como límites el antiguo convento jurídico romano que fue más o menos el mismo territorio que el obispado talaverano (Aquense-Eborense) de la época visigoda. Por occidente se extendía hasta el castillo de Albalat, en el actual Almaraz (Cáceres). Por el norte hasta la Sierra de Gredos; por el este hasta el río Alberche, a la altura de El Casar de Escalona; y por el sur hasta el río Guadiana.